# Robert Hooke

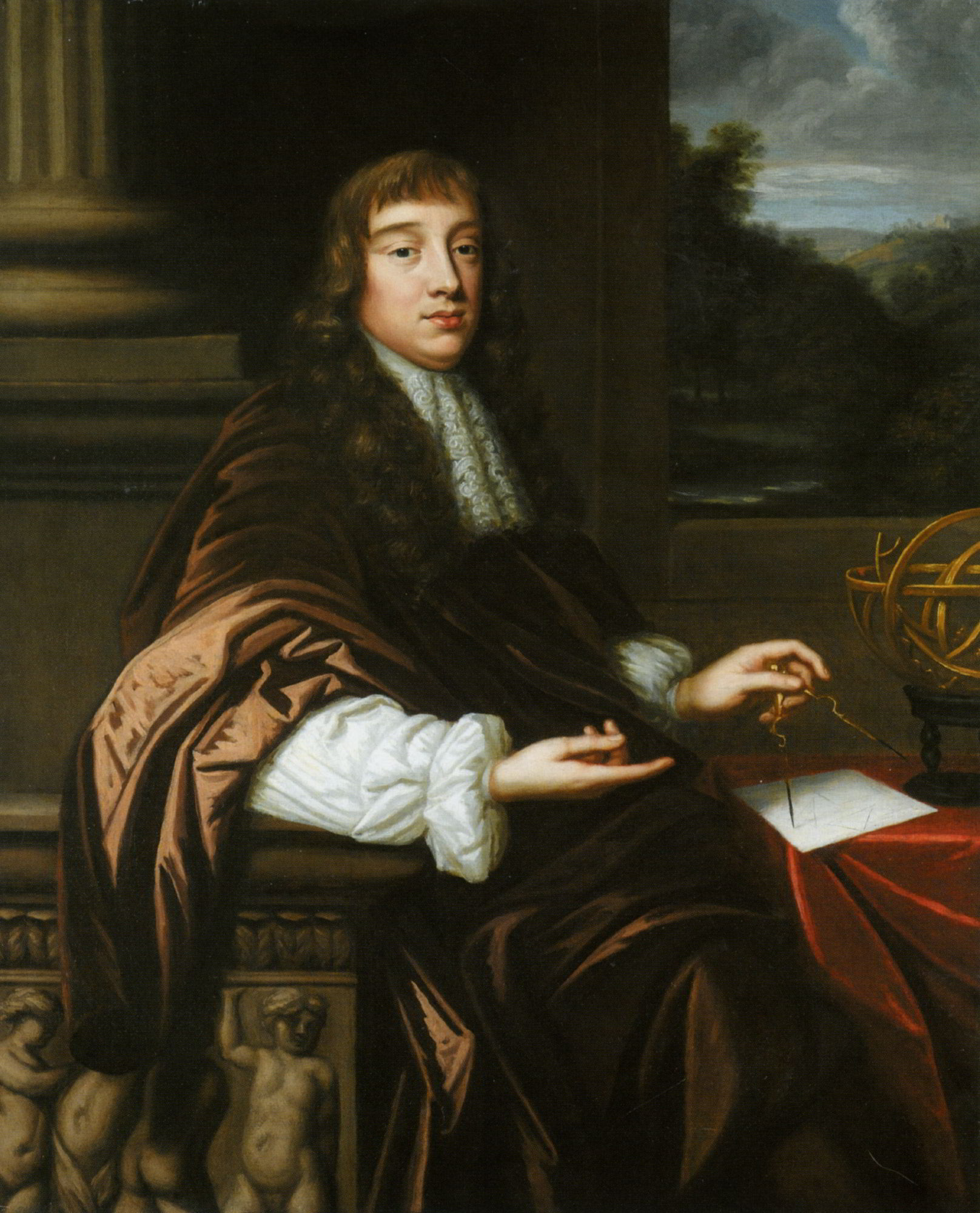
Vermoedelijk portret van Hooke door Mary Beale, ca. 1680.

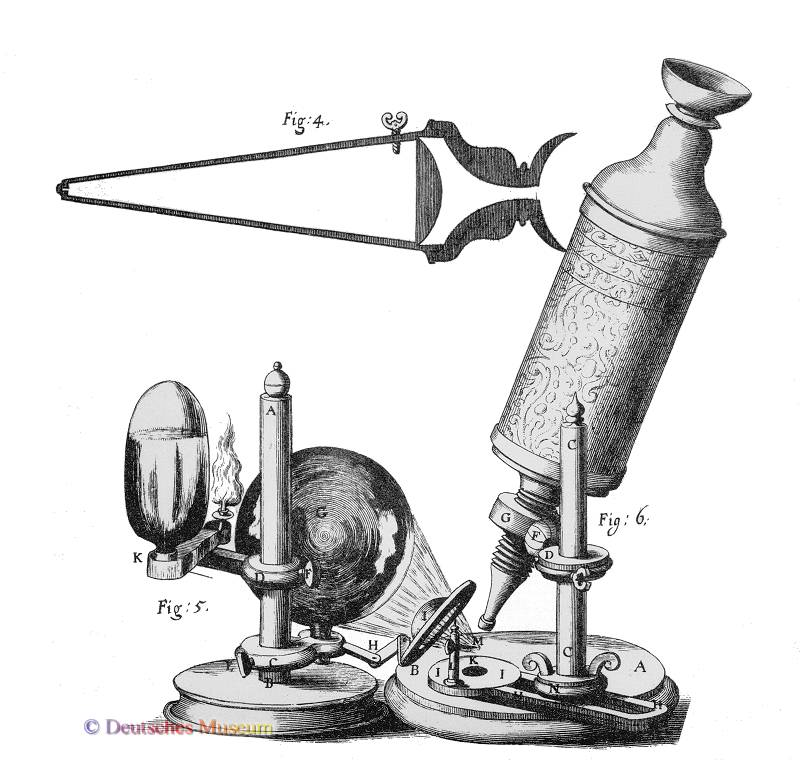
Hooke's microscoop, uit Micrographia

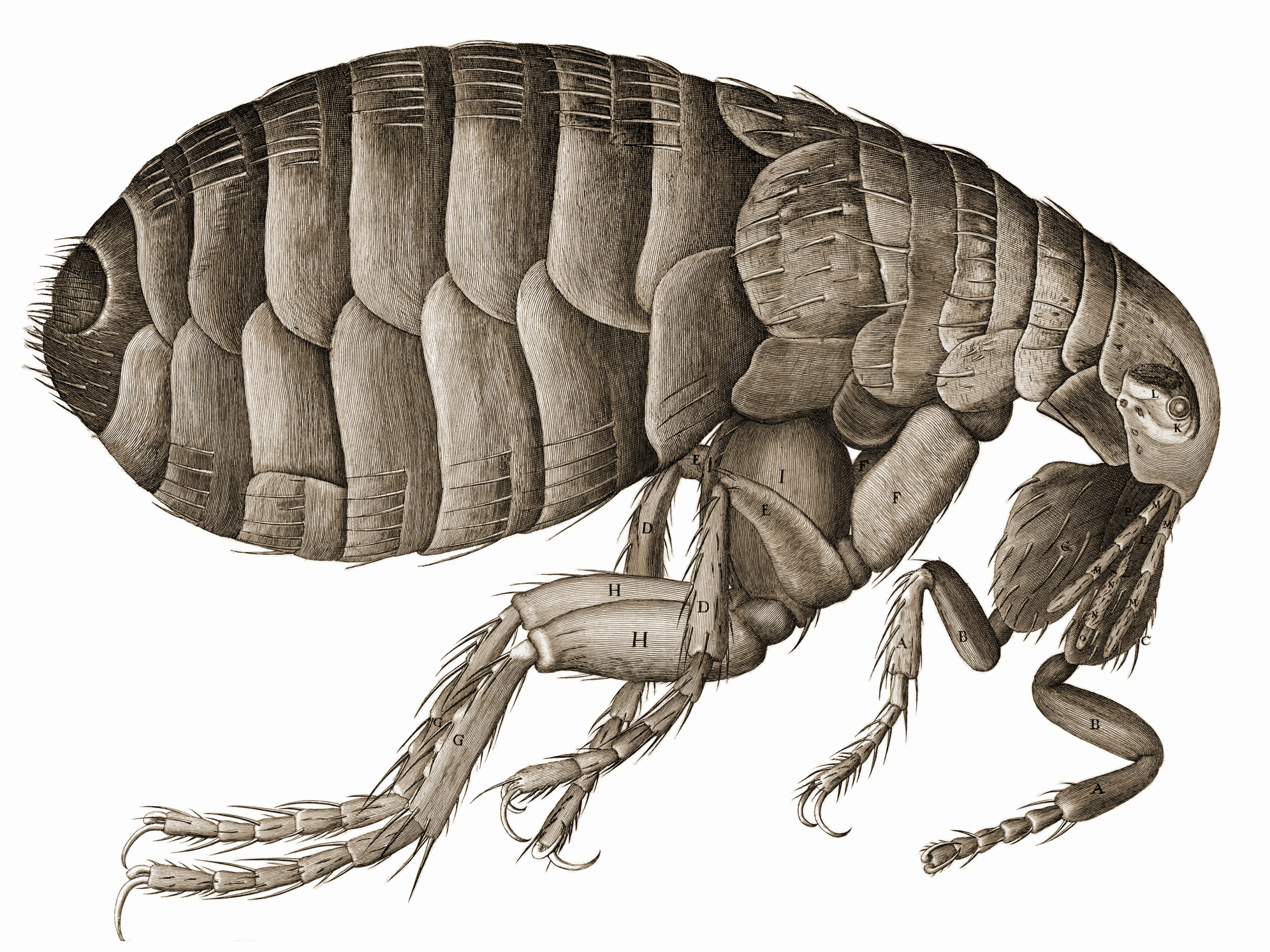
Hookes tekening van een vlo

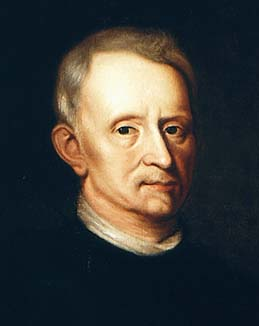
Het portret van Jan Baptista van Helmont, dat lange tijd foutief als dat van Robert Hooke werd geïdentificeerd

Robert Hooke (Freshwater, 18 juli 1635 – Londen, 3 maart 1703) was een Engels sterrenkundige, natuurkundige en architect. Hij is voornamelijk bekend door zijn wet van Hooke, die het verband aangeeft tussen de kracht op een lichaam en de vervorming van dat lichaam.
Hooke was een begenadigd uitvinder en bracht ons zowel de spiraalveer als de fotografische Iris. Hij bedacht na zijn waarnemingen met de microscoop van kurkweefsel in 1665 de naam 'cel' in de biologie. Hij was een tijdgenoot van architect Christopher Wren, met wie hij samenwerkte aan de heropbouw van Londen na de grote brand van Londen, en een eeuwige rivaal van Isaac Newton. Toch bereikte hij nooit de roem van die laatste.

## Biografie
Robert Hooke werd op 18 juli 1635 geboren te Freshwater, op het eiland Wight. Hij was de zoon van een geestelijke die in 1648 zelfmoord pleegde door zich te verhangen. Als jongen toonde hij talent voor rekenen en tekenen. Nadat hij een bescheiden erfenis van honderd pond had gekregen werd hij naar Londen gestuurd om les te nemen bij de schilder Sir Peter Lely. Door een gelukkig toeval trok hij de aandacht van Richard Busby, een leraar aan school van Westminster, die inzag dat de intellectuele capaciteiten van Hooke veel groter waren dan zijn artistieke talent. Hij kreeg aan de school van Westminster een opleiding in de klassieke talen. Hij studeerde daarna aan de Universiteit van Oxford, waar hij degenen die later de Royal Society zouden oprichten ontmoette.
Hooke werd in 1658 assistent van Robert Boyle voor wie hij de luchtpomp van Otto von Guericke verbeterde.
Hij werd in 1662 curator voor de experimenten van de pas opgerichte Royal Society, verantwoordelijk voor de experimenten tijdens de wekelijkse samenkomsten.
Hij werd in 1665 als professor in de meetkunde aangesteld aan het Gresham College.
Datzelfde jaar publiceerde hij Micrographia, meer volledig Micrographia: or Some Physiological Descriptions of Miniature Bodies Made by Magnifying Glasses. Hierin beschreef en toonde hij diverse voorwerpen die hij met zijn microscoop had waargenomen. Met een vergroting van 30x had hij de sterkste microscoop tot dan toe gebouwd. Enkele jaren later verloor hij het record aan Antoni van Leeuwenhoek, die een microscoop maakte die tot ongeveer 480x kon vergroten. Hij ontdekte onder meer structuren in kurk en andere plantenmaterialen die hem aan de cellen van monniken deden denken, en die hij daarom ook cellen noemde. Ook suggereerde hij een golftheorie van het licht.
Hooke poneerde in 1674 in zijn Attempt to prove the motion of the earth een theorie over de beweging van de planeten. Hij suggereerde in een brief aan Isaac Newton uit 1679 zelfs dat de zwaartekracht omgekeerd evenredig was met het kwadraat van de afstand. De wet die zijn naam draagt verscheen in 1678 in zijn De Potentia Restitutiva.
Hooke stierf op 3 maart 1703 in Londen.
De Engelse geschiedkundige Lisa Jardine ontdekte in 2003 dat het portret waarin men jarenlang Robert Hooke meende te zien, naar alle waarschijnlijkheid Jan Baptista van Helmont toont.
- Bibsys: 90053288
- Biblioteca Nacional de Chile: 000847517
- Biblioteca Nacional de España: XX1155272
- Bibliothèque nationale de France: cb123064502 (data)
- Catàleg d'autoritats de noms i títols de Catalunya: 981058510095806706
- CiNii: DA00662366
- Digitale Bibliotheek voor de Nederlandse Letteren: hook001
- Stuttgart Database of Scientific Illustrators 1450–1950: 1386
- Gemeinsame Normdatei: 118774883
- International Standard Name Identifier: 0000 0001 1023 7616
- Library of Congress Control Number: n50028929
- Mathematics Genealogy Project: 234538
- Bibliotheek van het Japanse parlement: 00649724
- Nationale Bibliotheek van Tsjechië: nlk20000090924
- Nationale bibliotheek van Australië: 35205028
- Nationale Bibliotheek van Israël: 987007262694605171
- Nationale Bibliotheek van Polen: a0000001874707
- Nederlandse Thesaurus van Auteursnamen: 070088071
- Réseau des bibliothèques de Suisse occidentale: 02-A003382203
- RKD-Nederlands Instituut voor Kunstgeschiedenis: 271031
- Istituto Centrale per il Catalogo Unico: SBLV119036
- LIBRIS: 218146
- SNAC: w6b86gwd
- Système universitaire de documentation: 031941761
- Trove: 864204
- Union List of Artist Names: 500017976
- Virtual International Authority File: 32063971
- WorldCat: E39PBJyxpc73fvvcFCJ67hXrv3